# 케일라-팔디스키선
케일라-팔디스키 선(에스토니아어: Keila-Paldiski raudtee)은 에스토니아 케일라에서 시작하여 팔디스키까지 운행하는 20.8km 길이의 철도 노선이다. 전 구간은 단선 전철화되어 있다.

## 역사
이 노선은 발트 철도의 일부분으로 1870년 개통되었고, 1961년 전 구간이 전철화되었다. 1968년 파크리 반도에 출입이 통제되면서 라오퀼라 역에 통제소가 설치되었다. 팔디스키에 주둔하였던 소련군이 철군하면서 통제소가 철거되었다.

## 역 목록
총 7개의 역이 있으며, 이 중 3개는 역, 4개는 승강장이다.
- 케일라 역
- 니트밸리아 역 (승강장)
- 클로가 역
- 클로가아에들린 역 (승강장)
- 펄퀼라 역 (승강장)
- 라오퀼라 역 (승강장)
- 팔디스키 역

니트밸리아 역까지는 탈린 근교 열차의 3구역에 속하며, 나머지 모든 역은 4구역에 속한다. 라오퀼라 역과 팔디스키 역 사이에 역 신설이 계획되어 있으며, 팔디스키 항과 연계할 예정이다.